# Asbach (Wallhausen)
Asbach ist ein Weiler der Gemeinde Wallhausen im Landkreis Schwäbisch Hall in Baden-Württemberg. Asbach war bis zum 1. Juli 1974 ein Teil der bis dahin selbständigen Gemeinde Hengstfeld.

## Geographie
Der Weiler liegt auf Höhen um 450 m ü. NHN beidseits des kurzen, wenig südlich des Ortsrandes in den Aspacher Graben mündenden Wasengrabens, der noch nahe am Ort in den dort Brettach genannten Weidenbach mündet. Der etwa anderthalb Dutzend Hausnummern und etliche landwirtschaftlich Nebengebäude umfassende Ort liegt in einer flachen Talmulde haufenförmig um die K 2503, die das Dorf Hengstfeld im Süden mit dem Weiler Roßbürg im Nordwesten verbindet. naturräumlich gehört er zum Unterraum Michelbacher Bucht der Hohenloher Ebene, einer der Randbuchten der Frankenhöhe im Osten.  In der Talmulde steht der Lettenkeuper (Erfurt-Formation) an, auf den Höhen darum der Gipskeuper (Grabfeld-Formation).
In Luftlinie ist Asbach etwa anderthalb Kilometer von Schönbronn im Osten jenseits des Weidenbachs entfernt, zu dem eine Nebenstraße führt, einen Kilometer von Hengstfeld im Süden, einen knappen Kilometer von Roßbürg im Nordwesten und zwei Kilometer von Michelbach an der Lücke, das einen anderen Ortsteil von Wallhausen bildet.

## Geschichte
Asbach wird 1345 als „Abtsbach“ erstmals überliefert.
„Zunächst flügelauisch, 1345 hohenlohisch, seit 1354 zur Hälfte Zubehör der bis 1708 wollmershausenschen Roßbürg. Die andere Hälfte erwarb Rothenburg, dessen Spital seit 1378 beteiligt war und 1453 Güter der von Crailsheim ertauschte. Die Vogtei war geteilt, hohe Gerichtsbarkeit ansbachisch, 1796 setzte Preußen seine Landeshoheit durch.“ (LEO-BW)

### LUBW
Amtliche Topographische Karte mit passendem Ausschnitt und den hier benutzten Layern: Asbach und Gemarkung

Allgemeiner Einstieg ohne Voreinstellungen und Layer: Daten- und Kartendienst der Landesanstalt für Umwelt Baden-Württemberg (LUBW) (Hinweise)
1. ↑  Höhe nach dem Höhenlinienbild auf dem Hintergrundlayer Topographische Karte.
2. ↑  Entfernung abgemessen auf dem Hintergrundlayer Topographische Karte.

### Andere Belege
1. ↑  Wolf-Dieter Sick: Geographische Landesaufnahme: Die naturräumlichen Einheiten auf Blatt 162 Rothenburg o. d. Tauber. Bundesanstalt für Landeskunde, Bad Godesberg 1962. → Online-Karte (PDF; 4,7 MB)
2. ↑  Geologie nach den Layern zu Geologische Karte 1:50.000 auf: Mapserver des Landesamtes für Geologie, Rohstoffe und Bergbau (LGRB) (Hinweise)